# Jess Bradford
Jess Bradford es un personaje ficticio de la franquicia de películas Black Christmas. Es la protagonista principal del influyente slasher de Bob Clark, Black Christmas (1974), en la que fue interpretada por la actriz Olivia Hussey. Hussey, conocida internacionalmente en ese momento por su papel en Romeo and Juliet (1968), aceptó el personaje después de que un psíquico le dijera que participaría en una rentable película canadiense. A pesar de los matices oscuros de la cinta y sus temas maduros, Hussey describió el rodaje del proyecto como una gran experiencia.
En las primeras etapas del guion, tenía el nombre de Jessica Bradley; este siguió siendo su nombre en la novelización de la película en 1976. Se la cita como «damisela en apuros», en numerosos materiales académicos del cine de terror de los años 60 y décadas anteriores. El personaje se distingue por su arco argumental centrado en el feminismo, que sigue su decisión de abortar a pesar de la oposición de su exnovio. Esto fue particularmente notable en su momento, ya que siguió a la decisión histórica de 1973 del caso Roe contra Wade. Lo anterior la ha llevado a ser una figura muy discutida en la cultura popular de la educación cinematográfica, y en torno a la teoría de la chica final. 

## Apariciones

### Película de 1974
En la versión original de Black Christmas, Jess es miembro de la hermandad Pi Kappa Sig. Ella, junto a sus hermanas de fraternidad, comienzan a recibir llamadas telefónicas inquietantes de un hombre desconocido y aparentemente desquiciado. Durante una fiesta navideña, Jess recibe otra llamada telefónica obscena y deja que Barb, Phyl, Clare y varias otras chicas escuchen las divagaciones incoherentes del perturbado interlocutor, que usa voces diferentes en cada llamada que hace. Al día siguiente, Jess se reúne con su novio, Peter, para decirle que está embarazada y se realizará un aborto, lo que lo molesta. Más tarde, Jess asiste a un grupo de búsqueda para ayudar a encontrar a una niña desaparecida. Antes de hallar el cadáver de la niña, Jess regresa a la casa de la fraternidad y recibe otra llamada telefónica. Preocupada, decide llamar a la policía, sin saber que Peter está en la casa hasta que la asusta y después discute con ella. Él se va cuando llega el jefe de policía, quien interviene el teléfono de la casa, donde también se hallan Phyl y Barb. Jess recibe una llamada más que logra ser lo suficientemente larga para ser rastreada. Una vez hecho esto, le informan que el hombre está llamando desde el interior de la casa.
Jess grita suplicando respuesta de Phyl y Barb. Al no recibir una contestación, toma un atizador de chimenea y sube las escaleras. Al abrir la habitación de Barb, descubre los cadáveres de sus amigas, y a través de una rendija de la puerta ve el ojo de la persona que hacía las llamadas, que se revela como Billy, mismo que le dice en un tono inquietante: «no le cuentes lo que hicimos, Agnes...» Horrorizada, le avienta la puerta en la cara. Jess corre escaleras abajo intentando abrir la puerta principal sin tener éxito, antes de ser jalada del cabello y derribada por Billy. No obstante, logra escapar de él metiéndose en el sótano con el atizador.
Jess cierra la puerta con seguro justo cuando Billy la comienza a golpear con rabia en un intento por abrirla. Mientras empieza a deambular por el sótano, ve a Peter mirando por una ventana, quién la rompe e ingresa al sitio. Asustada y creyendo que él es el asesino, lo termina matando antes de que la policía llegué. Luego de la traumática experiencia, es sedada y, sin saberlo, la dejan en la casa con el verdadero asesino, Billy, que se encuentra escondido en el ático junto a los cadáveres de dos de sus víctimas. Su destino final queda ambiguo al público, dejando una interpretación abierta.

### Novela de 1976
El personaje regresa en 1976 con la novela de Lee Hays, aunque en esta adaptación se la conoce como «Jessica Bradley». La historia conserva la misma trama que la película.

## Desarrollo

### Casting
Hussey, que ya había alcanzado fama internacional por su papel como Julieta en Romeo and Juliet (1968) de Franco Zeffirelli, firmó para aparecer en la película después de que un psíquico le dijera que «haría una película en Canadá que generaría mucho dinero». Cuando Clark le propuso interpretar el papel principal de Jess, Hussey aceptó y se fue de Los Ángeles durante ocho semanas para filmar en Toronto, Canadá, en el invierno de 1973. Describió el rodaje del filme como una experiencia positiva a pesar del tema oscuro, y afirmó que trabajó bien con Clark y dos de los otros protagonistas, Keir Dullea y John Saxon. Si bien, admiraba y respetaba a Margot Kidder como actriz, Hussey reveló que se sintió intimidada por su comportamiento directo y serio en el set, lo que provocó que se mantuviera distante de ella debido a las diferencias entre sus personalidades y estilos de actuación.

### Diseño
Como las películas de Black Christmas se desarrollan en un entorno invernal, los personajes visten la ropa adecuada. Jess comienza la película con un jersey navideño negro que presenta dos manos blancas grandes cosidas en la zona del pecho, sobre una blusa con cuello amarilla, y pantalones a juego.
Más adelante en la cinta, usa un chaleco negro y jeans negros de campana sobre una blusa de cuello color mostaza; este atuendo es el más reconocido por los fanáticos de la cultura popular y del cine de terror.

## Recepción
Desde su primera aparición en la película original, Jess ha recibido crédito de los críticos por establecer la teoría de la «chica final», un tropo predominante entre las cintas de slasher. Kelcie Mattson de Collider, escribió que el personaje de Jess rompió estereotipos, como lo fue el de la heroína virginal.